# Efraasia
Efraasia war ein früher Dinosaurier. Fossilienfunde dieses Dinosauriers stammen aus der Obertrias (Norium) Deutschlands. Er wurde nach dem Paläontologen Eberhard Fraas benannt.

## Merkmale
Efraasia war einer der urtümlichsten Vertreter der Sauropodomorpha und erreichte eine Länge von rund sechs Metern. (Häufig zu findende kleinere Längenangaben beruhen auf Fossilienfunden von Jungtieren). Er ähnelte seinem Zeitgenossen Thecodontosaurus, war aber größer. Wie viele frühe Prosauropoden dürfte er sich teils auf zwei Beinen und teils auf allen vieren fortbewegt haben.

## Taxonomiegeschichte
Seit ihrer Entdeckung wurden die Funde von Efraasia häufig missinterpretiert. Zunächst wurden Teile des Körperskelettes mit Kieferknochen einer anderen Art in Verbindung gebracht. Diese fälschlicherweise zusammengestückelte Gattung wurde Teratosaurus genannt und als früher Vertreter der Theropoden betrachtet. Später erkannte man den Fehler und ordnete die Teile des Körperskelettes den Prosauropoden zu – Teratosaurus (die wissenschaftliche Bezeichnung der Kieferknochen behielt ihre Gültigkeit) gilt heute als Vertreter der Rauisuchia, einer triassischen Archosauria-Gruppe. Nachdem man erkannt hatte, dass Efraasia eine Prosauropode ist, ordnete Eberhard Fraas Efraasia als Synonym von Thecodontosaurus ein. Später hielt man dann die Funde für jugendliche Vertreter von Sellosaurus, erst seit wenigen Jahren ist deutlich, dass es sich bei Efraasia um eine eigene frühe Prosauropodengattung handelt.

## Fundgeschichte
Efraasia hat eine komplizierte taxonomische Geschichte mit mehreren Gattungen und Arten. Das heute unter Efraasia bekannte Material wurde erstmals bekannt, nachdem Albert Burrer, Hofsteinmetzmeister in Maulbronn, 1902 begann, den Weißen Steinbruch, einen Steinbruch bei Pfaffenhofen in Württemberg, auszubeuten. Um die Schicht aus hartem weißem Sandstein zu erreichen, die Burrer für seine Bauprojekte verwenden wollte, musste eine 6 Meter dicke Deckschicht aus weicherem Mergel entfernt werden. Es wurde nachgewiesen, dass viele Wirbeltierfossilien darin vorhanden waren. Diese Schicht war Teil des Stubensandstein-Mitglieds der unteren Löwenstein-Formation und stammt aus dem Norium. Von 1906 bis zur Schließung des Steinbruchs 1914 schenkte Burrer die Funde dem Paläontologen Eduard Fraas vom Königlichen Stuttgarter Naturalienkabinett. Ein Exemplar eines basalen Sauropodomorphen, SMNS 11838, wurde erstmals 1907–1908 von Friedrich von Huene beschrieben und als neue Art von Teratosaurus benannt: T. minor. Damals hielt man Teratosaurus für einen Theropodendinosaurier; Es wurde erst in den 1980er Jahren als rauisuchianischer Nicht-Dinosaurier etabliert. Der spezifische Name bezog sich auf die Tatsache, dass das Exemplar kleiner als Teratosaurus suevicus war. Die Fossilien bestanden aus einigen Wirbeln der Hüfte, dem rechten Hinterbein und einem Schambein. An anderer Stelle in derselben Veröffentlichung gab er einem Teilskelett, SMNS 12188-12192, aus etwas älteren Gesteinen derselben Formation den Namen Sellosaurus fraasi als zweite Art seiner neuen Gattung Sellosaurus (die Gattung gilt heute als Synonym für Plateosaurus).